# Dendrobium prostratum
Dendrobium prostratum är en orkidéart som beskrevs av Henry Nicholas Ridley. Dendrobium prostratum ingår i släktet Dendrobium, och familjen orkidéer. Inga underarter finns listade i Catalogue of Life.